# Meelis Kanep
Meelis Kanep (ur. 27 maja 1983 w Võru) – estoński szachista, arcymistrz od 2006 roku.

## Kariera szachowa
Od początku XXI wieku należy do ścisłej czołówki estońskich szachistów. W 2002 r. zdobył pierwszy medal (brązowy) w indywidualnych mistrzostwach kraju. Kolejne zdobył w latach 2003 (srebrny), 2004-2005 (dwa złote) oraz 2007 (złoty). W latach 2002–2010 pięciokrotnie reprezentował Estonię na szachowych olimpiadach, natomiast w 2003 i 2005 r. – na drużynowych mistrzostwach Europy.
W latach 1993–2003 wielokrotnie brał udział w mistrzostwach świata i Europy juniorów w różnych kategoriach wiekowych, nie osiągając jednak znaczących rezultatów. W 2002 r. podzielił II m. (za Denisem Jewsiejewem, z Aleksandrem Veingoldem, Kalle Kiikiem i Radkiem Kalodem) w Tampere. W tym również roku na olimpiadzie w Bledzie wypełnił pierwszą normę arcymistrzowską (pozostałe dwie zdobył w roku 2005 w Tallinnie, w mistrzostwach Estonii oraz w memoriale Paula Keresa, w obu turniejach zwyciężając). W 2007 r. odniósł kolejne sukcesy: zajął I m. w turnieju B memoriału Paula Keresa w Tallinnie oraz podzielił II m. (za Normundsem Miezisem, z Jewgienijem Sołożenkinem, Tomi Nybackiem i Nikołajem Legkijem) w otwartym turnieju Heart of Finland w Jyväskyli.
Najwyższy ranking w dotychczasowej karierze osiągnął 1 listopada 2010 r., z wynikiem 2537 punktów zajmował wówczas 1. miejsce wśród estońskich szachistów.